# French Open 1992
Wielkoszlemowy turniej tenisowy French Open w 1992 rozegrano w dniach 25 maja – 7 czerwca, na kortach im. Rolanda Garrosa.

## Zwycięzcy

### Gra pojedyncza mężczyzn
Jim Courier (USA) – Petr Korda (CZE) 7-5, 6-2, 6-1

### Gra pojedyncza kobiet
Monica Seles (USA) – Steffi Graf (GER) 6-2, 3-6, 10-8

### Gra podwójna mężczyzn
Jakob Hlasek / Marc Rosset (SUI) – David Adams (RSA) / Andriej Olchowski (RUS) 7-6, 6-7, 7-5

### Gra podwójna kobiet
Gigi Fernández (USA) / Natalla Zwierawa (BLR) – Conchita Martínez / Arantxa Sánchez Vicario (ESP) 6-3, 6-2

### Gra mieszana
Arantxa Sánchez Vicario (ESP) / Mark Woodforde (AUS) – Lori McNeil / Bryan Shelton (USA) 6-2, 6-3

### Rozgrywki juniorskie
- chłopcy:

Andrei Pavel (ROM) – Mosé Navarra (ITA) 6-1, 3-6, 6-3
- dziewczęta:

Rossana de los Ríos (PAR) – Paola Suárez (ARG) 6-4, 6-0